# Live at Wembley Stadium (album Foo Fighters)
Live at Wembley Stadium – czwarte DVD amerykańskiego zespołu rockowego Foo Fighters, wydane 27 sierpnia 2008. DVD jest nagraniem dwóch koncertów zespołu na stadionie Wembley w Londynie zagranych 6 i 7 czerwca 2008. Wydawnictwo uzyskało status podwójnej platynowej płyty w Australii.

## Lista utworów
Sporządzono na podstawie materiału źródłowego.
1. „The Pretender”
2. „Times Like These”
3. „No Way Back”
4. „Cheer Up, Boys (Your Make Up Is Running)”
5. „Learn to Fly”
6. „Long Road to Ruin”
7. „Breakout”
8. „Stacked Actors”
9. „Skin and Bones”
10. „Marigold”
11. „My Hero”
12. „Cold Day in the Sun”
13. „Everlong”
14. „Monkey Wrench”
15. „All My Life”
16. „Rock And Roll”
17. „Ramble On”
18. „Best of You”

## Skład
- Dave Grohl - wokal prowadzący, gitara rytmiczna, gitara prowadząca, perkusja w utworze „Rock and Roll”
- Chris Shiflett - gitara prowadząca, wokal
- Nate Mendel - gitara basowa
- Taylor Hawkins - perkusja, wokal, wokal prowadzący w utworach „Rock and Roll” i „Cold Day in the Sun”
- Pat Smear - gitara rytmiczna
- Rami Jaffee - fortepian, akordeon, instrumenty klawiszowe
- Jessy Greene - wiolonczela, skrzypce, wokal
- Drew Hester - instrumenty perkusyjne

Goście specjalni
- Jimmy Page - gitara prowadząca w utworach „Rock and Roll” i „Ramble On”
- John Paul Jones - gitara basowa w utworach „Rock and Roll” i „Ramble On”